# Bagnères-de-Luchon
Bagnères-de-Luchon, tudi Luchon (okcitansko Banhèras de Luishon / Luishon) je zdraviliško naselje in občina v južnem francoskem departmaju Haute-Garonne regije Jug-Pireneji. Leta 2008 je naselje imelo 2.622 prebivalcev.

## Geografija
Kraj se nahaja na ozemlju Luchonnais ob sotočju rek Pique in One, v bližini meje s Španijo, 50 km jugozahodno od Saint-Gaudensa. Dolina Luchona je proti zahodu preko prelaza Col de Peyresourde povezana s sosednjo dolino Louron, proti vzhodu preko Col du Portillona s španskim Val d'Aranom, na jugu pa jo omejujejo osrednji Pireneji, ki tvorijo naravno pregrado. Skozenj poteka Pirenejska planinska pot GR 10, ki povezuje celotno gorsko verigo od Sredozemskega morja do Atlantika.

## Uprava
Bagnères-de-Luchon je sedež istoimenskega kantona, v katerega so poleg njegove vključene še občine Antignac, Artigue, Benque-Dessous-et-Dessus, Billière, Bourg-d'Oueil, Castillon-de-Larboust, Cathervielle, Caubous, Cazaril-Laspènes, Cazeaux-de-Larboust, Cier-de-Luchon, Cirès, Garin, Gouaux-de-Larboust, Gouaux-de-Luchon, Jurvielle, Juzet-de-Luchon, Mayrègne, Montauban-de-Luchon, Moustajon, Oô, Portet-de-Luchon, Poubeau, Saccourvielle, Saint-Aventin, Saint-Mamet, Saint-Paul-d'Oueil, Salles-et-Pratviel, Sode in Trébons-de-Luchon s 5.704 prebivalci.
Kanton Bagnères-de-Luchon je sestavni del okrožja Saint-Gaudens.

## Zdravilišče
Kraj se ponaša z zdraviliščem z 48-imi vrelci, obogatenimi z natrijevim sulfatom, ki imajo temperaturo od 18 do 65 °C. Odkritje številnih rimskih ostankov nakazuje na starinskost samega zdravilišča, poistovetenega s Strabonovim Onesiorum Thermae. Njegova ponovna oživitev sega v drugo polovico 18. stoletja.

## Šport
Bagnères-de-Luchon je vse od leta 1910 pogosto ciljno etapno prizorišče kolesarske dirke po Franciji oziroma njenega starta po predhodnjem gorskem kolesarskem cilju na bližnjem Superbagnères. Slednje je tudi znano zimskošportno središče kot tudi središče jadralnega padalstva. 
Na ozemlju Luchona se nahajata tudi igrišče za golf in letališče za jadralna letala.

## Pobratena mesta
- Harrogate (Anglija, Združeno kraljestvo),
- Sitges (Katalonija, Španija).